# Constant Lenaerts
Ferdinandus Constantius (Constant) Lenaerts (Antwerpen, 9 maart 1852 – aldaar, 20 maart 1931) was een Belgisch dirigent.
Hij was zoon van Franciscus Josephus Lenarts en Maria Josephina Meelberghs. Hij was getrouwd met Joanna Maria Boiro en onderwijzeres Theresia Daelmans. Zijn zoon Frans Lenaerts (Franciscus Florentius Lenarts 1873-1931) was pianist, muziekleraar en componist, zoon Hugo Lenaerts (1897-1958) was dirigent in Luik en Antwerpen.
Hij kreeg zijn opleiding aan de Antwerpse Muziekschool van Jaak Selens (trompet), Joseph Bessems, Jos Mertens en Peter Benoit (compositieleer). Vanaf zijn achttiende was hij dirigent van de Koninklijke Franse Opera en vanaf 1872 van de Antwerpse Variétés-Schouwburg. Hij werd eveneens docent aan de Antwerpse stadsscholen en vanaf 1879 ook aan het Antwerps conservatorium (notenleer, kamermuziek en orkestspel) en dirigent van Antwerpse volksconcerten onder meer bij de Cercle Artistique. Hij stichtte in 1914 de Koninklijk Harmonievereeniging op en leverde een beperkt aantal composities, te noemen cantate De triumf van het licht voor solisten, koren en groot orkest uit circa 1890 en Antwerpen boven.
Hij werd begraven op Schoonselhof